# Xenostigmus takadai
Xenostigmus takadai är en stekelart som beskrevs av Hagop Haroutune Davidian 2007. Xenostigmus takadai ingår i släktet Xenostigmus och familjen bracksteklar. Inga underarter finns listade i Catalogue of Life.